# 林大成
林 大成（はやし たいせい、1992年6月27日 - ）は、日本のラグビー選手。

## プロフィール
- 大阪府出身。
- ポジションはセンター(CTB)。
- 身長 176cm、体重 90kg
- ニックネームはたいせい。
- U17日本代表に選ばれたことがある[1]。
- 7人制日本代表に選ばれたことがある。

## 略歴
瑞光中学校でラグビーを始めた。
2011年、東海大仰星高校卒業後、東海大学に入学する。なお東海大仰星高校時代、高校日本代表候補に選ばれたことがある。
2014年、東海大学体育会ラグビーフットボール部の主将に就任した。
2015年、東海大学卒業後、キヤノンイーグルス(現・横浜キヤノンイーグルス)に加入。同年11月21日に行われたジャパンラグビートップリーグ第2節のNTTドコモレッドハリケーンズ戦に途中出場で公式戦初出場を果たした。 
2018年、キヤノンイーグルスを退団し、同年4月には日本協会と7人制日本代表チーム専任選手契約を締結した。
2021年、井上正幸と協力して日本ラグビーの環境格差縮小のため、Youtubeで「らぐびーくえすと」配信。